# جمال محمد أحمد
جمال محمد أحمد (1915- 1986)، أديب ومؤرخ ودبلوماسي سوداني، يُعد أول من حلل المكونات الثقافية السودانية، وأول سفير للسودان في كلًا من العراق، لبنان، سوريا، الأردن، وتركيا،أثرى الحياة الأدبية والفكرية بالعديد من المؤلفات والتراجم والبحوث في مجالات الأدب والفكر والدبلوماسية، ونشرت له نحو 10 مؤلفات، كتب عنه عدد من الكتاب والنقاد السودانيين، منهم الطيب صالح وعثمان محمد الحسن، وهو من مواليد السودان في قرية سرة شرق بحلفا القديمة عام 1915، وتوفي فيها عام 1986.

## التعليم
درس في المدارس الوسطى، ثم حاز على شهادة البكالوريوس من كلية غردون التذكارية في عام 1937م، ثم نال درجة الماجستير من جامعة إكزتر عام 1946م، ونال الدكتوراه من جامعة أكسفورد عام 1954، وقد جمعته صداقة مع أستاذه ألبرت حوراني.

## الخبرات العلمية والعملية
بدأ حياته العملية مدرّساً في المدارس الثانوية بين عامي 1938 و1944م، ثم عمل في وزارة التربية والتعليم بين عامي 1947 و1950م، وأصبح مسؤولاً عن شؤون الطلاب في كلية الخرطوم الجامعية عام 1949م، واختير للسلك الدبلوماسي مع فجر الاستقلال، حيث عُيّن سفيراً في العراق بين عامي 1956م و1959م.

## إنجازاته
- حرر مجلة كلية غردون من عام 1934م وحتى 1935م.
- رئيس جمعية الآداب والمناظرة بكلية غردون.
- رئيس اتحاد طلاب جامعة الخرطوم عام 1935م.
- سكرتير دار الثقافة بالخرطوم.
- مستشار ثقافي لمجلة حوار.
- عضو هيئة تحرير مكتب النشر بالسودان.
- رئيس اتحاد الكتاب السودانيين عام 1985 ومن مؤسسي مجلة الصبيان (أول مجلة للاطفال).

## مؤلفاته
- مطالعات في الشؤون الأفريقية - 1986م.
- الدبلوماسية السودانية - 1985م.
- وجدان أفريقيا - 1972م.
- عرب وأفارقة- 1977م.
- المسرحية الأفريقية - 1971م.
- سالي فو حمر - 1970م.
- قصص من سرة شرق.[6]
- أساطير سرة شرق.
- الأصول الثقافية للقومية المصرية (بالإنجليزية).
- كتب مقدمة لديوان أسرار تمبتكو القديمة.
- مطالعات في الشؤون الأفريقية، 1968.
- سالي فو حمر، 1970.
- وجدان أفريقيا، 1972.
- عرب وأفارقة، 1977.
- في الدبلوماسية السودانية، 1985.
- الجذور الفكرية للوطنية المصرية، 1961.
- كما صدر له ضمن كتاب بحوث أفريقية (العنصر الديني في اليقظة الجزائرية) عام 1967، بكلية نفيلو/ اكسفورد.
- علائق العربية الأوربية، صدر عن مؤسسة كزاد أديناور، 1982.
- وله أيضاً مخطوطة كتاب لم تنشر عن (أبو ميديان والعلاقات العربية الإفريقية).
- العنصر الإنساني في التطور الإفريقي (بالإنجليزية: The Human Factor in Changing Africa)‏، تأليف ملفن هيروسكوفتش، ترجمة جمال محمد أحمد، الهيئة المصرية العامة للكتاب، القاهرة 1984 م.
- ولايات النيل المتحدة والثقافة الأفريقية المعاصرة.[7]

## ترجماته
- الدولة الاتحادية.
- إفريقيا تحت أضواء جديدة.

## الجوائز
- نال جائزة مسابقة الكتابة بالعربية من كلية غردون 1934م.
- نال جائزة من السيد رئيس الجمهورية عام 1974م.
- الجائزة التقديرية للآداب والفنون عام 1982م.
- الدكتوارة الفخرية في الآداب من جامعة الخرطوم عام 1983م
- وسام من المكتبة القبطية تقديرا للنشاط الأدبي والعمل العام.